# Gnaius Plancius (quaestor in 58 v.Chr.)

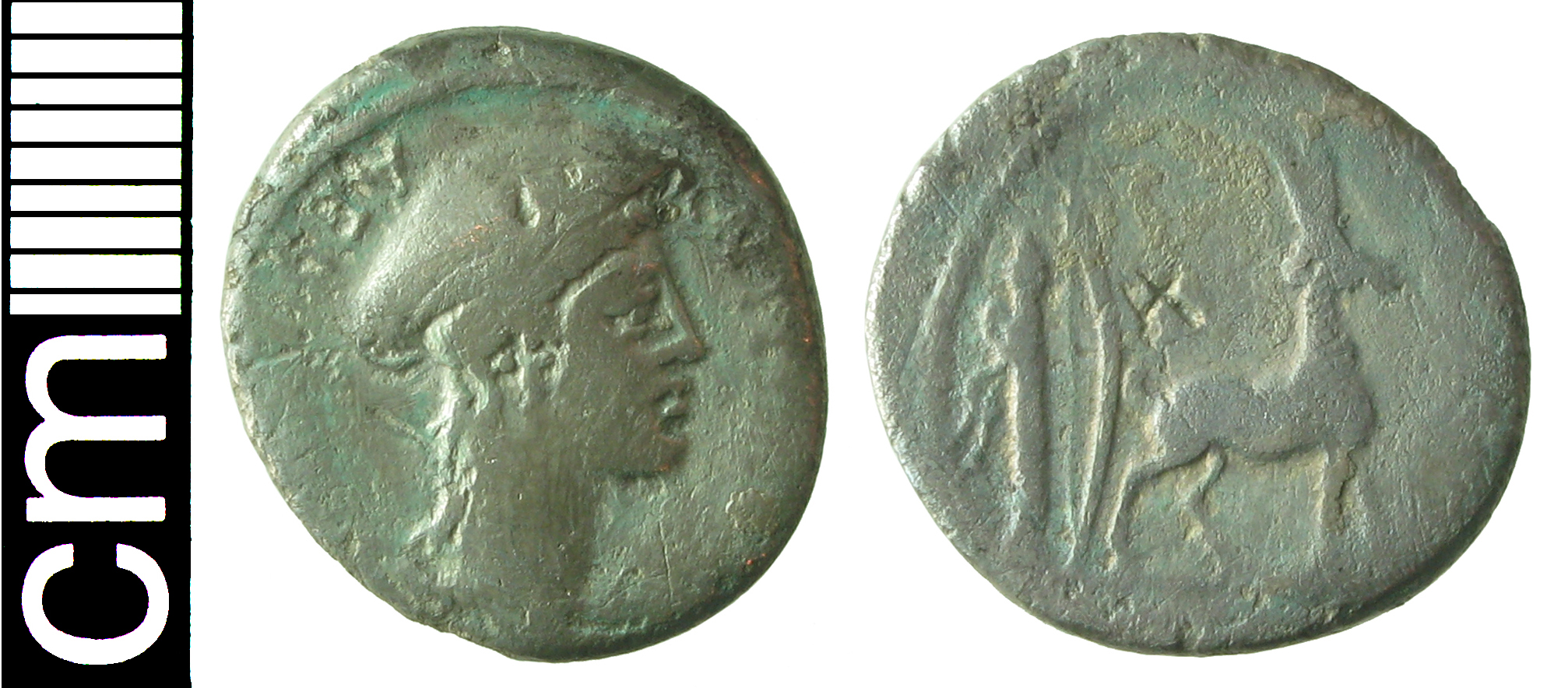
Een denarius van Gnaius Plancius, die de driemanschap steunde, in 55 v.Chr. geslagen, toen hij aedilis curulis was. Een beschadigd exemplaar.

Gnaius Plancius (floruit 58-54 v.Chr.) was een Romeinse senator die aedilis curulis was in 55 v.Chr. In het volgende jaar werd hij door een concurrent in de race voor het ambt van aedilis curulis, Marcus Iuventius Laterensis, aangeklaagd op grond van de Lex Licinia de sodaliciis en verdedigd door Marcus Tullius Cicero, die toen de ons overgeleverde toespraak Pro Cn. Plancio schreef. De redenaar verwees daarin naar hoe Plancius hem in 58 v.Chr. tijdens zijn ballingschap in Thessalonica had ondersteund met gastvrijheid en hulp.

## Familie
Gnaius Plancius werd geboren in een plebejische familie die behoorde tot de orde van de equites uit de prefectuur van Atina (tribus Terentina) rond 90 v.Chr. Hij had geen illustere voorouders, maar zijn vader was een van de belangrijkste publicani van die tijd, die lange tijd tevergeefs de kwijtschelding van de belastingen van de provincie Asia eiste, en ten slotte, dit via het Eerste Triumviraat van de consul Caesar (59 v.Chr.) wist te verkrijgen. Zo werd Gnaius Plancius, de zoon van een homo novus, blijkbaar ondersteund door de triumvir Marcus Licinius Crassus, die in die tijd werd beschouwd als de beschermheer van de equites en publicani. Zijn vader diende mogelijk onder de vader van de triumvir Publius Licinius Crassus, toen deze proconsul was in Hispania Ulterior omstreeks 95 v.Chr. in het leger. Zo waren de Licinii Crassi in de senatoriale stand waarschijnlijk de beschermheren van de Plancii, wat misschien de reden was waarom Gnaius Plancius na de dood van zijn beschermheer Crassus bij de Parthen nooit het ambt van praetor en consul verwierf.
Plancius lijkt te zijn afgeleid van het bijvoeglijk naamwoord "plat" (iemand met platte voeten): want veel familienamen en bijnamen werden toegeschreven aan lichamelijke gebreken. Placus was ook een cognomen in sommige gentes (bijvoorbeeld Lucius Munatius Plancus).

## Politieke carrière
- 69 v.Chr. De eerste campagne in Africa met Aulus Manlius Torquatus.[5]
- 68 v.Chr. Hij diende onder proconsul Quintus Metellus op Kreta.[6]
- 62 v.Chr. Tribunus militum in Macedonië met proconsul Gaius Antonius Hybrida.[7]
- 58 v.Chr. Als quaestor in Macedonië beschermde hij Cicero, tijdens zijn ballingschap in Thessalonica, en steunde hem op alle mogelijke manieren, zo lijkt het, samenzwerend voor de praetor Lucius Apuleius Saturninus, die zelf uit Atina kwam.[8] Cicero genoot van mei tot november van diens gastvrijheid.[9]
- 57 v.Chr. Plancius wordt verkozen tot tribunus plebis.[10]
- 56 v.Chr. Als tribunus plebis deed hij niets gedenkwaardig.[11] Cicero lijkt dit te willen verontschuldigen door hem te vergelijken met opstandige volkstribunen die toen geregeld de Republiek op haar grondvesten deden daveren.[12]
- 55 v.Chr. Hij sloeg als aedilis curulis samen met Aulus Plautius een denarius[13] op basis van een senatus consultum. Pas in maart werd bekend dat de verkiezingen in 56 v.Chr. niet door konden zijn gegaan vanwege rellen. In 55 v.Chr., na een kort interregnum, werden Pompeius en Crassus tot consuls benoemd, en vervolgens probeerden ze, niet zonder tegenspraak, hun kandidaten op te dringen in de verkiezingen voor praetor en aedilis. Twee keer werden de verkiezingen voor aedilis herhaald vanwege ruzies en moord (zodat de toga van Pompeius die de verkiezingen voorzat met bloed was besprenkeld![14]). Plancius kon aanvankelijk niet anders dan aftreden.
- 54 v.Chr. Hij werd met succes door Hortensius en Cicero verdedigd, nadat hij was beschuldigd van omkoperij door de door hem verslagen Marcus Iuventius Laterensis.
- 46 v.Chr. Hij verbleef in Corcyra waar hij mogelijk wachtte op gratie van Caesar.[15] Daarna wordt hij niet meer vermeld in de ons bekende bronnen.

## Munten

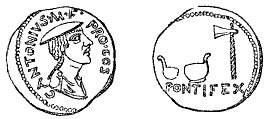
Een denarius van Gaius Antonius uit 43 v.Chr. ondertekend toen hij proconsul van Macedonia was: het hoofd van een vrouw die een kausia draagt (Diana Planciana?). Omschrift: C.ANTONIVS M.F. PROCOS / Keerzijde: twee simpuria (offervazen) en een bijl met het onderschrift PONTIFEX.

Aan de ene kant van de denarius staat het hoofd van een vrouw (?) afgebeeld die een Macedonische kausia draagt die numismatici over het algemeen interpreteren als Diana Planciana, aan wie een tempel in Rome tussen de Quirinaal en de Viminaal was gewijd, zoals duidelijk blijkt uit de daar gevonden inscripties. Het had als omschrift: CN.PLANCIVS AED.CVR. S.C. Hetzelfde vrouwenhoofd wordt later ook teruggevonden op een andere denarius die Gaius Antonius in 44/43 v.Chr. uitgaf, toen hij proconsul van Macedonië was, waar deze waarschijnlijk als een soort allegorie van de provincie dient. Plancius zinspeelde zelf waarschijnlijk op de functies die hij in Macedonië vervulde.
Op de keerzijde staan een pijlkoker, een boog en een Kretenzische geit, die allemaal verwijzen naar Diana en de jacht. Geen bijschrift.
De letters S.C. komen vaak voor op denarii die zijn getekend door de aediles (zie bijvoorbeeld de denarius van de aediles Publius Plautius Hypsaeus en Marcus Aemilius Scauris uit 58 v.Chr.): die magistraten waren gewoon om grote sommen van hun eigen geld uit te geven om spelen en prachtige geschenken te geven, waarmee ze de gunst van het volk konden winnen. Het was mogelijk dat ze in overleg met de senaat de munt in het Capitool mochten gebruiken, mits ze op eigen kosten voor het metaal zorgden. Want zo konden ze de herinnering aan hun eigen naam en die van hun voorvaderen levendiger maken onder de mensen, waarmee ze tot op zekere hoogte de enorme kosten van hun vrijgevigheid betaalden.

## Verder lezen
- T.R.S. Broughton, The Magistrates of the Roman Republic, I, New York, 1951, pp. 177, 197, 209, 223.
- T.R.S. Broughton, The Magistrates of the Roman Republic, II, New York, 1951, pp. 143, 152.
- C. Nicolet, L'ordre équestre à l'époque républicaine (312-43 av. J.-C.), II, Prosopographie des chevaliers romains, Parijs, 1974, pp. 981-983.
- L.R. Taylor, Magistrates of 55 B.C. in Cicero's pro Plancio and Catullus 52, in Athenaeum 42 (1964), pp. 12-28.